# Ivano Wegher
Ivano Wegher ist ein ehemaliger italienischer Skispringer.

## Werdegang
Wegher begann seine internationale Karriere mit dem Start bei der Vierschanzentournee 1976/77. Dabei blieb er jedoch ohne großen Erfolg und erreichte nur hintere Platzierungen. 1977 gewann er hinter Lido Tomasi die Silbermedaille bei den italienischen Meisterschaften. Am 30. Dezember 1979 gab er sein Debüt im neu geschaffenen Skisprung-Weltcup. Jedoch konnte er auch im Weltcup keine Punkte gewinnen. 1979, 1981 und 1982 gewann er bei den italienischen Meisterschaften im Skispringen Bronze. Seine internationale Skisprungkarriere beendete er mit dem Start bei der Nordischen Skiweltmeisterschaft 1982 in Oslo. Dort erreichte er von der Normalschanze den 47. und von der Großschanze den 52. Platz.